# Вербча
Вербча — річка в Україні, у Городнянському районі Чернігівської області. Права притока Тетиви (басейн Дніпра).

## Опис
Довжина річки 21 км., похил річки — 1,3 м/км. Площа басейну 124 км².

## Розташування
Бере початок на південному сході від Перепису. Тече переважно на південний схід і у Гасичівці впадає у річку Тетиву, праву притоку Снові.
Населені пункти вздовж берегової смуги: Рубіж, Старосілля, Солонівка, Сутоки.